# Relations entre l'Afghanistan et le Royaume-Uni
Les relations diplomatiques entre l'Afghanistan et le Royaume-Uni ont démarré dans la première moitié du XIXe siècle. Les Britanniques commencent à s'intéresser à l'Afghanistan dans le contexte de sa rivalité avec l'empire russe en Asie centrale : le Grand Jeu.
En mars 1922, l'Afghanistan institue sa première ambassade permanente à Londres.

## Histoire

### Les guerres anglo-afghanes

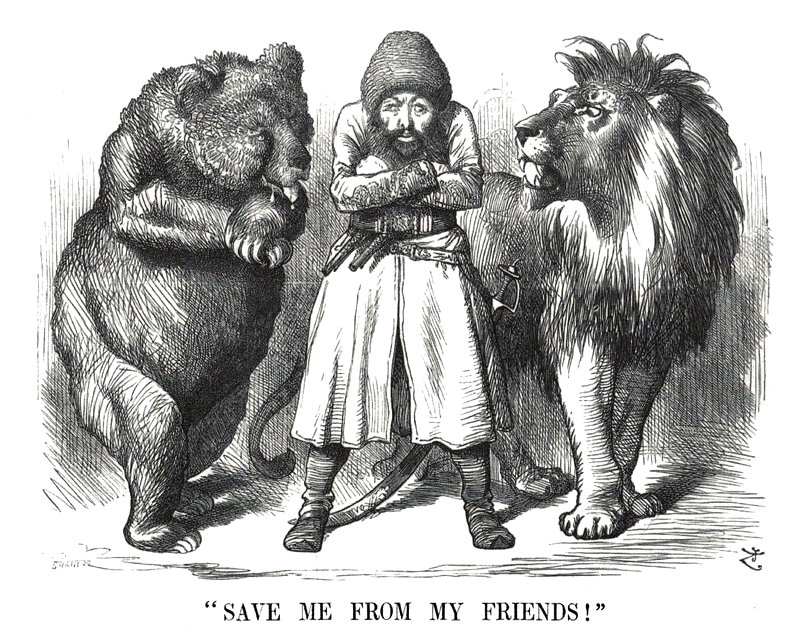
Portrait satirique de l'émir afghan Sher Ali Khan avec ses « amis » l'« ours russe » et le « lion britannique » (1878).

Si l'Afghanistan ne représente pas un enjeu colonial particulier pour l'empire britannique, il prend de l'importance dès lors qu'il se trouve sur la route des Russes cherchent à s'étendre vers le Sud et peuvent menacer les Indes britanniques, joyau de la couronne anglaise.
Cette compétition se poursuit tout au long du XIXe siècle jusqu'à la fin de l'empire britannique dans la seconde moitié du XXe siècle.
En 1832, le diplomate Alexander Burnes mène une première mission exploratoire dans la région. En 1836, il est chargé de contracter des alliances avec les khans et émirs de  khans du Sind, de Kaboul, Kandahar et Kélat contre la Russie. Celle-ci envoie dans le même temps ses propres missions. Dost Mohammed Khan, émir d'Afghanistan, ne veut pas tomber sous l'emprise britannique et tente de mener une politique d'équilibre entre les deux grandes puissances coloniales. Voyant la diplomatie piétiner et sous-estimant les forces en présence, le gouverneur général des Indes, George Eden, tente alors d'employer la force en montant une expédition militaire : c'est la première guerre anglo-afghane qui se solde par un désastre pour les Britanniques.
Dost Mohammed Khan consolide son pouvoir et les relations avec le Royaume-Uni sont au plus mal. Il tente de s'allier avec les Sikhs contre l'expansionnisme anglais. Il finit par se réconcilier avec les Britanniques en 1855 à la faveur de leur lutte communes les Perses. À sa mort, profitant des divisions internes, les Britanniques tentent à nouveau de s'imposer à son successeur Sher Ali Khan. Celui-ci refusant de se soumettre, les Britanniques envahissent l'Afghanistan lors de la seconde guerre anglo-afghane, cette fois-ci avec succès. Kaboul doit accepter le traité de Gandomak : si les Britanniques retirent leurs troupes, l'émirat leur abandonne sa diplomatie et doit accepter des frontières imposées, entre particulier la Ligne Durand qui le sépare du Raj britannique. Ces frontières sont encore celles qui prévalent aujourd'hui.
En 1919, Amanullah Khan, l'émir et futur roi d’Afghanistan souhaite recouvrer sa pleine indépendance et attaque les Britanniques. La troisième guerre anglo-afghane permet aux Afghans de se soustraire à la tutelle de Londres.

### Du royaume d'Afghanistan à la période talibane
De Amanullah Khan à Mohammad Zaher Shah, les monarques afghans tentent de garder de bonnes relations avec les Britanniques tout en se méfiant de leur pouvoir. Ils mènent des politiques d'équilibre en cherchant l'appui d'autres puissances européennes. Pendant la seconde guerre mondiale, Zaher Shah maintient une stricte neutralité. Londres soutient Kaboul lors des révoltes tribales afghanes de 1944-1947.
Les relations se tendent lors de l'indépendance et la Partition des Indes. Mohammad Zaher Shah conteste la ligne Duran et voit dans ce qui est encore le Dominion du Pakistan (jusqu'en 1956) une menace. Cela pousse Zaher Shah à se rapprocher de Moscou dans le cadre de la guerre froide. Les Britanniques n'interviennent pas dans la Révolution de Saur. Les liens entre Kaboul et Londres sont ensuite ténus, cette dernière se calant sur la politique américaine dans la région, aussi bien lors de l'invasion soviétique que lors de l'invasion américaine durant laquelle elle enverra jusqu'à 30 000 soldats et de nombreux coopérants civils dans les domaines culturels et économiques.
Fin 2021, après la prise de pouvoir des Talibans, le gouvernement britannique refuse de reconnaître officiellement l'émirat islamique d'Afghanistan.